# لايلي جودي
لايلي جودي (بالإنجليزية: Lyle Judy)‏ هو لاعب كرة قاعدة أمريكي، ولد في 15 نوفمبر 1913 في لورينسيفيل في الولايات المتحدة، وتوفي في 15 يناير 1991 في أورموند بيتش في الولايات المتحدة.